# І написавши...
«І написавши…» (англ. And Having Writ...) — науково-фантастичний альтернативно-історичний історичний роман американського письменника Дональда Р. Бенсена 1978 року. Номінований на премію Джона В. Кемпбелла в 1979 році він розповідає про інопланетян, які розбилися на Землі в 1908 році, а потім подорожували навколо планети, намагаючись розпочати Першу світову війну. Незважаючи на те, що їм це не вдається, їм вдається створити умови для їх остаточного відходу з Землі після періоду анабіозу.

## Короткий зміст сюжету
За романом, сибірський вибух спочатку був викликаний аварійною посадкою космічного корабля під назвою «Мандрівник». Однак у цій альтернативній реальності астронавти-інопланетяни змогли скерувати своє судно, що вийшло з ладу, до приводнення в Тихому океані, недалеко від Сан-Франциско.
Невдовзі після посадки квартет астронавтів отримує порятунок від американського корабля, що доставляє їх до Каліфорнії. «Мандрівник» занурюється в океан, і команда вважає, що вони повинні знайти спосіб прискорити технологічний прогрес Землі з метою отримати від людей необхідні технології та повернутися додому. Остаточний висновок, до якого вони дійшли, полягає в тому, що вони повинні спровокувати планету на те, що, як стверджує Арі, є неминучим глобальним конфліктом, який (через інновації у сфері зброї) призведе до буму нової науки та промисловості.

## Персонажі

### Астронавти та їх ролі
Четверо астронавтів ніколи не називають свій рідний світ, просто кажучи, що вони є командою дослідників, посланих збирати інформацію про чужі планети.
- Раф: Головний герой книги, Раф, розповідає історію від першої особи. Він — Реєстратор, і відповідає за те, щоб кожна деталь експедиції була записана. Раф досить відсторонений у своїх спостереженнях і здається доволі оптимістичним. Під час перебування на Землі у нього розвинувся сильний потяг до алкогольних напоїв.
- Арі: Арі є метаісториком, що, здається, означає дослідження універсальних історичних тенденцій серед людей різних галактик і сонячних систем. Він має тенденцію до довготермінового планування і часто конфліктує з Дарком.
- Валміс: Валміс є інтегратором. Це вельми незрозуміле заняття, що якимось чином включає в себе тлумачення «шаблонів» Всесвіту, цивілізацій, окремих людей і всього загалом. Валміс дуже містичний і часто засмучує своїх товаришів по команді, особливо Дарка.
- Дарк: Дарк є капітаном «Мандрівника» і тому експертом у всьому, що стосується механіки. Він практичний до помилки і безперервно дратується тим, що він вважає безглуздою балаканиною Валміса та Арі.

### Історичні персонажі
Під час свого перебування на Землі астронавти спілкуються з низкою важливих персонажів світової історії.
- Теодор Рузвельт: У книзі 1901 року після вбивства Вільяма Мак-Кінлі Теодор Рузвельт стає 26-м президентом Сполучених Штатів. 1904 року його обирають на повний термін. 1912 року його обирають 28-м президентом, у 1916 році переобирають і він залишається на посаді до 1921 року. Рузвельт був першим великим світовим лідером, з яким знайомляться астронавти, і діє дружньо й доброзичливо щодо них. У книзі цитуються його слова про те, що якби він міг забрати назад свою обіцянку не балотуватися на другий термін у 1908 році, він би відрубав собі праву руку. «Якби я не пообіцяв не балотуватися знову… клянуся Джорджем, я б відрізав собі руку ось тут!» У 1909 році Рузвельт допомагає інопланетянам втекти з-під домашнього арешту в Нью-Йорку. У 1925 році під час демонстрації експериментальної ракети на Місяць Рузвельт гине, коли двигуни апарата вибухають і знищують платформу, на якій він перебував.
- Джон Пірпонт Морган: Пан Морган, промисловий титан Золоченого століття, з'являється на самому початку книги, у 1908 році. Він стурбований тим, що відкриття існування інопланетян переверне фінансові ринки США, і він працює з президентом Рузвельтом через Міністерство фінансів США, щоб гарантувати, що економіка не постраждає від цієї новини.
- Вільям Говард Тафт: Військовий міністр Вільям Говард Тафт, який насправді був 27-м президентом з 1909 по 1913 рік, а потім став суддею Верховного суду, з'являється дуже коротко на початку книги. Його єдина епізодична поява відбувається в 1908 році, коли він і Теодор Рузвельт обговорюють вплив, який присутність інопланетян може справити на вибори. Республіканський національний комітет просить його відмовитися від своєї кандидатури на посаду президента, і ця новина дуже тішить президента Рузвельта, який припускає, що саме він стане новим кандидатом. Саме Тафт повідомляє приголомшливу новину про те, що Комітет планує висунути Томаса Альву Едісона.
- Томас Алва Едісон: У книзі Томас Едісон також прибуває до Білого дому в 1908 році, головним чином, щоб взяти інтерв'ю у прибульців і дізнатися про їхні технології, які його зачаровують. Інопланетянам вдається створити ефективний слуховий апарат для Едісона, щоб допомогти йому з його поганим слухом. Коли звістка про прибульців стає надбанням громадськості, своїм кандидатом на виборах 1908 року Республіканська партія замість Вільяма Говарда Тафта висуває його, мотивуючи це тим, що лише така геніальна людина, як Едісон, зможе провести Америку через такі неймовірні нові часи[3]. 1909 року Едісон поміщає прибульців під домашній арешт у Нью-Йорку, щоб вивідати у них технологічні секрети. Однак вони тікають (завдяки колишньому президенту Рузвельту) і прямують до Європи, і Едісон змушений відправити морських піхотинців на їх переслідування. Коли вони знову опиняються в його лапах, президент Едісон усвідомлює, що кількість технологій, якими володіють прибульці, у разі їх широкого розповсюдження, може спричинити масштабні потрясіння. «Майже безкоштовна енергія для всіх, доступна вже завтра, хіба це не чудово? Не потрібно буде купувати вугілля, бензин, нафту, дрова, нічого подібного. І не потрібно платити шахтарям, нафтовикам, заправникам, будь-кому. За моїми підрахунками, знадобиться близько шести тижнів, щоб країна перетворилася на виючу пустелю голодних натовпів… Ми працьовитий і винахідливий народ, і я не бачу жодних легких подарунків, які ви могли б нам дати, вартих того, щоб втратити це». У 1912 році Едісон вирішує не балотуватися на повторний термін і повертається до винахідництва.
- Герберт Веллс: Відомий письменник-фантаст виступає в ролі ескорту для інопланетян, покликаний дізнатися про їхню культуру та поширити звістку про їхнє прибуття. Він стає одним із їхніх найближчих супутників.
- Джордж Кохан: Під час перебування в Нью-Йорку прибульці подружилися з відомим автором пісень і виконавцем.
- Едуард VII: король Великої Британії з 1901 року. 1909 року після втечі зі Сполучених Штатів прибульці вирушають до Франції, де вони мають отримати аудієнцію у короля Едуарда VII щодо неминучості майбутньої світової війни. Раф, дивуючись, чому король Англії опинився у Франції, зазначає: «Король, як виявилося, мав звичку залишати свою країну на значні проміжки часу, особливо під час непевної погоди в кінці зими і на початку весни, які він проводив у Франції, а також влітку і восени. Його піддані не тільки не обурювалися цим, але й були задоволені, оскільки більшість з них самі воліли б більшу частину часу перебувати деінде, і тому з гордістю брали участь у подорожах свого монарха». При зустрічі з Едуардом дослідники демонструють приголомшливий брак такту, ще не звикнувши до людських соціальних норм. Коли він чує про масштабні руйнування та страждання, які принесе Перша світова війна, Едвард засмучується. «Якщо так має бути, то так і буде. Дай Боже, щоб я не дожив до неї». «Це приблизно рівна ймовірність», — сказав Арі, оцінюючи його погляд. — Якби ти взявся за справу якнайшвидше… то, мабуть, побачив би, що вона вже досить добре запущена. Якщо ти і твої побратими-королі просто дозволите справам затягнутися ще на пару років або близько того, чому б і ні, мушу погодитися, що ви, мабуть, були б досить непогано впоралися з цим". Едвард ледь не помирає прямо на очах у дослідників, і вони змушені реанімувати його за допомогою своїх найсучасніших медичних технологій, повернувши йому здоров'я, якого він не мав з юнацьких років. З вдячності Едвард прикриває їх від американських морських піхотинців, які намагаються їх заарештувати, і дбає про те, щоб вони безпечно дісталися до Берліна.
- Кайзер Німеччини Вільгельм II: Імператор Німеччини. Покинувши Францію, «Дослідники» прямують до Імператорського палацу в Берліні, де їх приймає Вільгельм II. Коли команда намагається розповісти йому про майбутню світову війну, він ставиться до цього з недовірою, наполягаючи на тому, що такий конфлікт неможливий через величезну військову міць його імперії. Його, як і його дядька Едуарда VII, вражає цілковита і нічим не стримувана чесність інопланетних гостей. Після того, як Вільгельм каже, що німці вірять, що в здоровому тілі — здоровий дух, Дарк запитує: «Поглянь сюди. Як ця ідея про здорове тіло співвідноситься з вашою рукою?» Ліва рука кайзера була витягнута з суглоба при народженні в результаті тазового передлежання, що спричинило параліч Ерба, і ця тема була надзвичайно чутливою для нього. У дитинстві жорстокі наставники змушували його вчитися їздити верхи без жодної допомоги. Вони безсердечно спостерігали, як юний кронпринц падав з коня, і жодного разу не зробили жодного кроку, щоб прийти йому на допомогу. Згодом Вільгельм став надзвичайно войовничою особистістю, яка в реальному світі сприяла розв'язанню Першої світової війни. Коли кайзер чує зауваження Дарка щодо його руки, він настільки розлючується, що намагається напасти на прибульця зі своїм церемоніальним мечем. Це призводить до того, що Вільгельм падає на землю і не може піднятися. Дарк, повністю забувши про те, що він відповідальний за цей епізод, простягає руку до імператора, співчутливо кажучи: «Дозвольте мені допомогти вам, адже у вас є тільки одна рука, яка може бути корисною для вас». Однак кайзер пробачає Даркові зухвалість, коли астронавт відновлює його всохлу кінцівку, щоб вона була в робочому стані. Коли дослідники залишають Берлін, їхні людські супутники шоковані, побачивши кайзера Вільгельма, який махає їм двома здоровими руками. Кайзер найперше саджає групу на потяг до Санкт-Петербурга, щоб вони могли зустрітися з його кузеном, царем Миколою II.
- Російський цар Микола II: Коли дослідники вперше зустрічаються з царем Миколою в Царському Селі, імператорському палаці за межами Санкт-Петербурга, він боязкий і не бажає визнавати реальність того, що вони йому розповідають. Він протестує, що у нього і так достатньо клопоту без цього нового тягаря, і що «це все для мене занадто». Коли син царя, п'ятирічний цесаревич Олексій, заходить до кімнати, Микола тихо заперечує: «Олексію, ти ж знаєш, що тобі не можна заходити сюди, поки тато займається справами». Микола тільки-но збирається відпустити відвідувачів, як Олексій падає і вдаряється головою об стіл. Микола негайно підхоплюється, обіймає сина і несамовито кричить: «Григорій!». Цар зі сльозами на очах кладе сина на диван, поки до кімнати не заходить брудний монах Григорій Распутін, відспівує стражденну дитину і виходить. Після цього Олексій заспокоюється, і його відводять назад до дитячих покоїв. Цар глибоко вражений інцидентом і починає обговорювати хворобу царевича з дослідниками. Валміс, зазвичай замкнутий і відсторонений, каже, що єдине, що турбує хлопчика, — це поганий набір Паттернів крові. Валміс аналізує зразок крові Олексія і виявляє, що в ній відсутній певний білок. Потім він досліджує кров царя, знаходить необхідний білок і може відтворити його за допомогою техніки Даркса. Зразок цієї нової крові вводять царевичу, який повністю виліковується протягом трьох днів. Ця новина викликає всенародну радість у Росії, і в день одужання Олексія Распутіна виводять з палацу імператорські солдати. Цар Микола настільки безмежно вдячний, що організовує для дослідників, яких все ще переслідує морська піхота, безпечний проїзд до Іспанії. Крім того, цар обіцяє серйозно обміркувати все, що розповів йому Арі про можливість світової війни. Микола II залишатиметься російським царем до своєї смерті між 1918 і 1933 роками, а його наступником стане його син Олексій.
- Григорій Распутін: Після того, як царевич вилікувався, Распутін більше не потрібен при імператорському дворі, і імператорські солдати вигнали його з палацу. Зрештою, він потрапляє до Нью-Йорка і досягає успіху в рекламній та кіноіндустрії.
- Цесаревич Олексій Миколайович Романов: У книзі 1909 року молодий російський цесаревич Олексій вилікувався від гемофілії завдяки прибульцям. Після смерті свого батька між 1918 і 1933 роками він став царем Росії. Під час своєї подорожі Землею 1933 року, яку вони здійснюють перед тим, як покинути планету, дослідників приймає Олексій, який тепер є царем Росії. Під час зустрічі Раф описує його як «міцного молодого хлопця». В реальності цесаревич Олексій був убитий разом з рештою своєї родини більшовицькими революціонерами у 1918 році, коли йому було лише тринадцять років.

## Літературне значення і критика
«Гладко гумористичний науково-фантастичний роман, дія якого відбувається в альтернативному світі, породженому виживанням прибульців, аварійна посадка яких спричинила сибірський Тунгуський вибух 1908 року. З'являються Томас Алва Едісон і Герберт Веллс» (Джон Клют/Енциклопедія наукової фантастики).

## Фон
Справжньою Тунгуською подією був потужний вибух у Сибіру в червні 1908 року. Вибух, незрозумілий навіть сьогодні, повалив шістдесят мільйонів дерев і спричинив ударні хвилі, які можна було відчути за чотириста миль. Популярне пояснення полягає в тому, що маленька комета розпалася безпосередньо перед ударом; Теоретики змови мають більш химерні пояснення.

## Деталі випуску
- 1978, США, Bobbs-Merrill (ISBN 0-672-52078-8), Дата публікації ? ? 1978, тверда палітурка (Перше видання)
- 1979, США, Ace Books (ISBN 044102274X), Дата публікації ? Березень 1979, м'яка обкладинка

## Виноски
1. ↑  Uchronia: And Having Writ... www.uchronia.net.
2. ↑  Campbell awards 1979. Процитовано 27 липня 2006.
3. 1 2 3  Bensen, D.R. And Having Writ... plot. Uchronia: The Alternate History List. Процитовано 27 липня 2006.
4. ↑  Clute, John; Peter Nicholls (25 листопада 1999). The Encyclopedia of Science Fiction. Orbit. ISBN 1-85723-897-4.